# 蕭定 (成化進士)
蕭定（1440年—1499年），字文靜，治《禮記》，直隸涿鹿衛人，明朝政治人物。

## 生平
七月二十三日生，行四。中式順天府鄉試第五名舉人，會試中式第二百十五名。年三十歲中式成化五年己丑科第三甲第一百六十四名進士。

## 家族
曾祖蕭彥明；祖蕭士能；父蕭貴；母劉氏。慈侍下，妻李氏，繼妻吳氏；兄安；宏；寧。